# 盖因贝格
盖因贝格是奥地利蒂罗尔州利恩茨县的一个市镇。总面积7.28平方公里，总人口832人，人口密度114.3人/平方公里（2005年）。